# Нечипоренко, Юрий Дмитриевич
Ю́рий Дми́триевич Нечипоре́нко (наст. имя Юрий Дмитриевич Нечипуренко, род. 4 мая 1956, Ровеньки, Луганская область) — русский прозаик, арт-критик, учёный, культуролог. Исследователь творчества Николая Гоголя, Александра Пушкина, Михаила Ломоносова и Гайто Газданова. По специальности биофизик, доктор физико-математических наук.

## Биография
Родился в семье военного стрелка-радиста, лётчика Дальней бомбардировочной авиации, начальника радиостанции, в мирное время — начальника узла связи Дмитрия Алексеевича Нечипуренко.
Школьником одержал ряд побед на предметных олимпиадах по физике и математике, поступил на физический факультет МГУ. Был капитаном факультетской волейбольной команды. Продолжил обучение на кафедре биофизики и в аспирантуре Института молекулярной биологии Академии наук.
Защитил в 2005 году докторскую диссертацию по специальности «Биофизика» в МГУ им. Ломоносова на тему «Кооперативные эффекты при связывании белков с ДНК». Автор более ста тридцати научных работ в области молекулярной биофизики, физики ДНК. С 2018 года публикует познавательные книги в соавторстве (книги о том, как устроена живая клетка, человеческий мозг, о вирусах). В 2020 году включился в работу по выяснению молекулярных механизмов действия вируса SARS-KoV-2 и опубликовал ряд статей научного и популярного, научно-познавательного характера в научных журналах Молекулярная биология и Биофизика и центральной прессе. 

Начитавшись «черного юмора» и «интеллектуальных романов», вопреки «черным романам» стал сочинять в стиле «интеллектуального юмора».
— Юрий Нечипоренко о начале своей творческой деятельности
Первая литературная публикация, в 1988 году, состоялась в журнале «Советский школьник» (для слепых, шрифтом Брайля): очерк «Я вчера гулял в лесу»; в том же году «Рассказ отца» в журнале «Детская литература». Для литературной деятельности взял основной псевдоним, изменив одну букву в своей фамилии. К настоящему времени опубликовал более сотни рассказов, три повести, роман, более 400 статей в области художественной критики (часть из них под разными псевдонимами) и двадцать книг. Также несколько книг вышло в переводах на сербский и хорватский языки, на китайский, бенгальский, румынский и др. языки).
Сблизившись с поэтами-«лианозовцами», занялся литературной критикой. Первые статьи были посвящены творчеству Всеволода Некрасова, Яна Сатуновского, Игоря Холина и Георгия Оболдуева, позже писал о легендарном поэте Самиздата Станиславе Красовицком.
С конца 1980-х годов заинтересовался актуальным изобразительным искусством и арт-перфомансом. Сблизился с молодыми художниками круга Александра Захарова и Илоны Гансовской, участвовал в акциях арт-группы «Слепые», был продюсером и режиссёром арт-группы «Пища богов». Инициировал ряд художественных акций, связанных с шумеро-вавилонской мифологией. Писал о художниках - Юрии Косаговском, Валерии Черкашине, Александре Москвитине и др., статьи и беседы вошли в книгу "Смыслы русской культуры". 
Печатался в «толстых» литературных журналах: «Дружбе народов», «Знамени», «Литературной учёбе», «Москве», «Слове» и «Юности»; журналах для детей и подростков: «Пионер», «Костёр», «Барвинок», «Вовочка», «Детская литература», «Колобок и два жирафа», «Миша», «Простокваша», «Трамвае»; в газетах: «Литературной», «Независимой», «Столице» и др.
Преподавал в лицее при РГГУ, в Университете Нестеровой и в МГУ — читал лекции по истории мировой культуры, теории перфоманса и биофизике ДНК.
Работал литературным редактором в издательском доме «Весёлые картинки». С начала 2000-х годов — главный редактор интернет-обозрения «Русская жизнь» и детского журнала «Электронные пампасы». Сотрудничал с издательским центром «Черная курица», журналом «Огонёк», Институтом языкознания РАН и мн. др.
Является инициатором проведения Всероссийского фестиваля детской книги и директором Фестиваля, который проходил с 2014 по 2019 в РГДБ.
Член Русского Пен-центра, Союза писателей России, Ассоциации искусствоведов. Основатель и председатель общества друзей Газданова.
Юрий Нечипоренко внёс вклад в развитие концепции современного общества — эманативный форматизм Архивная копия от 24 февраля 2019 на Wayback Machine.
В 2018—2019 годах руководил Семинаром «Русский научный язык» на Конференции «Математика, компьютер, образование Архивная копия от 25 февраля 2019 на Wayback Machine».

## Отзывы
Стиль Юрия Нечипоренко органично сочетает в себе простоту изложения и поэтическую художественность.
— Александр Карпенко

Юрий Нечипоренко, на мой взгляд, один из лучших рассказчиков современной России. Его истории без каких-либо хитростей, тайных подтекстов описывают обыденные и понятные события. При этой внешней простоте мастер закручивает неожиданную интригу, удивляет развязкой. Он способен разглядеть в житейском космическое, а в обычном ходе часов — механизм, движущий миры. Манера его письма обладает трогательным шармом и непосредственностью. Меня радуют его ясные метафоры, яркие, чистые краски сравнений, его здоровый, первозданный юмор. И во всем ходе повествования чувствуется невероятно отчётливый ритм. В своих рассказах автор часто описывает моменты личной судьбы, особенно детства, которое видит страной мифов и удивительных приключений, страной, откуда всегда веет тайной и добрым чувством.
— Шишкин, Олег Анатольевич

## Политическая позиция
В ряде интервью Нечипоренко негативно высказался об украинской революции 2014 г., заявил о необходимости признания самопровозглашённых республик Донбасса, отметив при этом, что их независимость конструировалась за их пределами.